# John Wingfield
Sir John Wingfield est un soldat anglais ayant vécu au XVIe siècle et ayant pris part à la Guerre de Quatre-Vingt ans, et notamment à la trahison de Geertruidenberg.

## Biographie
Il est le troisième fils de Richard Wingfield de Wantisden dans le Suffolk et de Mary, fille et cohéritière de John Hardwick de Derby, et sœur de Bess de Hardwick. Son frère, Anthony Wingfield, est lecteur de grec pour Élisabeth Ire d'Angleterre.
Il est député au Parlement d'Angleterre pour Lichfield en 1593.
Volontaire contre les Espagnols en Hollande, il est nommé capitaine d'infanterie dans l'expédition menée par Robert Dudley, 1er comte de Leicester, en décembre 1585. Blessé lors de l'action devant Zutphen le 22 septembre 1586, il est fait chevalier par Leicester. Il fait partie des douze chevaliers, amis et parents, qui accompagnent les funérailles de Sir Philip Sidney le 16 février 1587.
De retour aux Pays-Bas, il est nommé gouverneur de Geertruidenberg. Avec l'aide de son beau-frère, Peregrine Bertie, 13e baron Willoughby de Eresby, il réussit à tenir bon en 1588 et à contribuer de manière significative à forcer Alexandre Farnèse, duc de Parme, à lever le siège de Bergen en novembre. Sa position souffre cependant de tensions entre les auxiliaires anglais et les États généraux. La garnison manque de solde et est encline à la mutinerie. Une rumeur circule selon laquelle il envisage de remettre la place aux Espagnols, et Maurice de Nassau arrive avec une demande de reddition. Wingfield dément la trahison imputée ; mais Geertruidenberg est livré aux Espagnols le 10 avril 1589.
De retour en Angleterre avec sa femme et son enfant nouveau-né, Wingfield sert comme maître de l'ordonnance sous Sir John Norris en Bretagne contre les forces de la Ligue catholique en 1591, et l'année suivante, il est mentionné comme étant responsable de l'entrepôt de Dieppe.
En juin 1596, il embarque à bord du Vanguard, en tant que maître de camp avec le grade de colonel, dans l'expédition menée par Robert Devereux, 2e comte d'Essex, contre Cadix. Après une attaque contre la flotte espagnole dirigée par Walter Raleigh, à laquelle il participe, il fait partie des premiers à entrer dans la ville. Le 21 juin, on lui ordonne de tendre une embuscade ; Wingfield conduit 200 hommes le long de l'isthme menant aux portes de la ville, défendues par 500 cavaliers espagnols. Il feint alors une retraite paniquée et attire les Espagnols dans les bras d'une plus grande force anglaise cachée. Dans la déroute qui s'ensuit, les Anglais percent les portes de la ville, et Wingfield est blessé à la cuisse, tandis qu'Essex et une petite troupe se battent jusqu'à la place. Incapable de marcher, Wingfield capture un cheval pour suivre Essex, mais il devient une cible évidente et est tué sur le coup d'une balle à la tête, juste au moment où la ville se rend. Il est enterré cinq jours plus tard avec tous les honneurs militaires dans la cathédrale de Cadix, tandis que les généraux jettent leurs mouchoirs mouillés de larmes dans la tombe (d'après Stow). John Donne, membre de l'expédition, compose un épigramme bien connu en hommage à lui (« Farther, no man dares to go »),. L'année suivante, la reine accorde à sa veuve une rente de 100 £ par an.

## Famille
Wingfield épouse, vers 1582, Susan Bertie, comtesse de Kent, sœur de Peregrine Bertie, Lord Willoughby de Eresby, et veuve de Reginald Grey, 5e comte de Kent, avec qui il a deux fils : Peregrine, né en Hollande, probablement nommé d'après son frère, et Robert Wingfield.